# NGC 7017
NGC 7017 (другие обозначения — PGC 66137, ESO 529-26, MCG −4-49-14, AM 2104—254) — линзообразная галактика (S0) в созвездии Козерог.
Этот объект входит в число перечисленных в оригинальной редакции «Нового общего каталога».
В галактике вспыхнула сверхновая SN 2003gj типа Ia. Её пиковая видимая звёздная величина составила 17.7.